# Gana nos Jogos Olímpicos de Verão de 1972
Gana competiu nos Jogos Olímpicos de Verão de 1972 em Munique, Alemanha Ocidental. Lá o país conquistou uma medalha de bronze.

## Medalhistas
| Medalha           | Nome           | Esporte | Evento             |
| ----------------- | -------------- | ------- | ------------------ |
| Medalha de bronze | Prince Amartey | Boxe    | Peso Médio (75 kg) |

## Resultados por Evento

### Atletismo
100m masculino:
- George Kofi Daniels

Eliminatórias — 10.65 s (não avançou)
200m masculino:
- George Kofi Daniels

1. Primeira Eliminatória — 21.05 s
2. Segunda Eliminatória — 21.10 s (não avançou)

- James Aryee Addy

1. Primeira Eliminatória — 21.06 s (não avançou)

- Sam Bugri

1. Primeira Eliminatória — 47.83 s (não avançou)
2. Segunda Eliminatória — 47.34 s (não avançou)

1.500m masculino:
- Billy Fordjour

1. Primeira Eliminatória — 4:08.2 (não avançou)

3.000m com obstáculos masculino:
- Robert Hackman

1. Primeira Eliminatória — 8:57.6 (não avançou)

Revezamento 4x100m masculino:
- Ohene Karikari, James Aryee Addy, Sandy Osei Agyeman e George Kofi Daniels

1. Primeira Eliminatória — 39.46 s
2. Segunda Eliminatória — 39.99 s (não avançou)

Salto em distância masculino:
- Michael Kofi Ahey

1. Eliminatória — 7,39 m (não avançou)

- Joshua Owusu

1. Eliminatória — 7,93 m (dnão avançou)
2. Final — 8,01 m (4º lugar)

Salto triplo masculino:
- Johnson Amoah

1. Eliminatória — 15,84 m (não avançou)

- Moise Pomaney

1. Eliminatória — 15,72 m (não avançou)

100m feminino
- Hannah Afriyie

1. Primeira Eliminatória — 11.90 s
2. Segunda Eliminatória — 12.04 (não avançou)

- Alice Annum

1. Primeira Eliminatória — 11.54 s
2. Segunda Eliminatória — 11.45 s
3. Semifinal — 11.47 s
4. Final — 11.41 s (6º lugar)

Membro Alternativo
- - Juliana Ohemeng

### Boxe
Peso Galo:
- Destimo Joe

1. 16-avos-de-final — Derrotou Werner Schäfer da Alemanha Ocidental (3 — 2)
2. Oitavas-de-final — Perdeu para Ferry Egberty Moniaga da Indonésia (1 — 4)

Peso Pena:
- Cofie Joe

1. 32-avos-de-final —Perdeu para Orlando Palacios de Cuba (1 — 4)

Peso Meio-médio ligeiro:
- Lawson Odartey

1. 16-avos-de-final — Perdeu para Issaka Dabore do Níger (RSC, 3. RD)

Peso Meio-médio:
- Emma Flash Ankudey

1. 16-avos-de-final — Perdeu para Damdinjav Bandi da Mongólia (2 — 3)

Peso Médio-ligeiro:
- Ricky Barnor

1. 32-avos-de-final — Perdeu para Rolando Garbey de Cuba (0 — 5)

Peso Médio:
- Prince Amartey → Medalha de Bronze

1. 1/8-final — Derrotou José Luis Espinosa do México (5 — 0)
2. 1/4-final — Derrotou Poul Knudsen da Dinamarca (3 — 2)
3. Semi-Final — Perdeu para Reima Virtanen da Finlândia (2 — 3)

### Futebol

#### Masculino
- Fase Preliminar (Grupo D)

| 28 de agosto de 1972 12:00 | Alemanha Oriental                               | 4–0 | Gana |                 |
|                            | Kreische 19' 89' · Streich 45' · Sparwasser 66' |     |      | Público: 40,000 |

| 30 de agosto de 1972 12:00 | Predefinição:Country flaglink right        | 4–0 | Gana |                |
|                            | Lubański 40' · Gadocha 59' 89' · Deyna 86' |     |      | Público: 2,200 |

| 1º de setembro de 1972 12:00 | Colômbia                             | 3–1 | Gana       |                 |
|                              | Morón 56' · Torres 60' · Montano 82' |     | Sunday 79' | Público: 25,000 |

#### Grupo D
|                   | PJ | V | E | D | GP | GC | Pts |
| ----------------- | -- | - | - | - | -- | -- | --- |
| Polónia           | 3  | 3 | 0 | 0 | 11 | 2  | 6   |
| Alemanha Oriental | 3  | 2 | 0 | 1 | 11 | 3  | 4   |
| Colômbia          | 3  | 1 | 0 | 2 | 4  | 12 | 2   |
| Gana              | 3  | 0 | 0 | 3 | 1  | 10 | 0   |

- Team Roster
  - Oliver Acquah
  - Armah Akuetteh
  - Edward Boye
  - Abukari Caribah
  - Joseph Derchie
  - John Eshun
  - Albert Essuman
  - Henry Lante France
  - Joe Ghartey
  - Malik Jabir
  - Osei Kofi
  - Peter Lamptey
  - Essel Badu Mensah
  - Alex Mingle
  - Clifford Odame
  - Kwasi Owusu
  - Joseph Sam
  - Yaw Sam
  - Ibrahim Sunday